# Чарлтон, Томас
Томас Джексон «Том» Чарлтон младший (англ. Thomas Jackson "Tom" Charlton Jr.; род. 12 июля 1934[…], Саванна, Джорджия) — американский гребец, выступавший за сборную США по академической гребле в середине 1950-х годов. Чемпион летних Олимпийских игр в Мельбурне, победитель и призёр регат национального значения.

## Биография
Томас Чарлтон родился 12 июля 1934 года в городе Саванна, штат Джорджия.
Занимался академической греблей во время учёбы в Йельском университете, в течение трёх лет состоял в местной гребной команде «Йель Булдогс», неоднократно принимал участие в различных студенческих регатах. В конечном счёте стал капитаном команды и самым низкорослым гребцом в йельской восьмёрке выпускного курса. Окончил университет в 1956 году.
Наивысшего успеха в гребле на взрослом международном уровне добился в сезоне 1956 года, когда вошёл в основной состав американской национальной сборной и благодаря череде удачных выступлений удостоился права защищать честь страны на летних Олимпийских играх в Мельбурне. В составе экипажа-восьмёрки обошёл в финале всех своих соперников, в том числе почти на две секунды опередил ближайших преследователей из Канады, тем самым завоевал золотую олимпийскую медаль.
После мельбурнской Олимпиады Чарлтон больше не показывал сколько-нибудь значимых результатов в академической гребле на международной арене.